# Étoile sportive Saint-Simon (féminines)
 (juillet 2017).
Si vous disposez d'ouvrages ou d'articles de référence ou si vous connaissez des sites web de qualité traitant du thème abordé ici, merci de compléter l'article en donnant les références utiles à sa vérifiabilité et en les liant à la section « Notes et références ».
Maillots
L'Étoile sportive Saint-Simon est un club de football français basé à Toulouse, fondé sous le nom de Toulouse Olympique Mirail.
Les Toulousaines atteignent pour la première fois de leur histoire la Division 1 en 1983, et vont s'y maintenir durant dix saisons avant de connaître la relégation et un retour dans les divisions régionales de la Ligue de Midi-Pyrénées. Après avoir changé de nom, le club refait quelques apparitions en divisions nationales, en troisième division, entre 2008 et 2010 et en seconde division, lors de la saison 2011-2012.
L'équipe fanion du club, entrainée par Daniel Sutra, participe à la Division d'Honneur de Midi-Pyrénées après avoir été relégué de Division 2 la saison précédente et évolue au stade Marcel Sarcos. L'équipe masculine du club qui n'a jamais réussi à percer au niveau national, évolue en Promotion d'Honneur.
L'Etoile sportive de Saint-Simon organise de multiples événements : Journée pour l'emploi, la formation et la solidarité, Mondialito, Eurolito, Challenge des étoiles...

## Bilan saison par saison
Le tableau suivant retrace le parcours du club depuis la création de la première division en 1974 sous le nom de Toulouse OM, puis sous le nom d'ES Saint-Simon.
| Édition   | Division 1    | Division 2             | Division 3             | Divisions régionales                     | Coupe de France     |
| 1974-1983 | -             | -                      | Championnat inexistant | …                                        | Coupe inexistante   |
| 1983-1984 | 3e (Gr. A)    | -                      | Championnat inexistant | -                                        | Coupe inexistante   |
| 1984-1985 | 5e (Gr. B)    | -                      | Championnat inexistant | -                                        | Coupe inexistante   |
| 1985-1986 | 5e (Gr. C)    | -                      | Championnat inexistant | -                                        | Coupe inexistante   |
| 1986-1987 | 2e (Gr. D)    | Championnat inexistant | Championnat inexistant | -                                        | Coupe inexistante   |
| 1987-1988 | 1/4 de finale | Championnat inexistant | Championnat inexistant | -                                        | Coupe inexistante   |
| 1988-1989 | 6e (Gr. B)    | Championnat inexistant | Championnat inexistant | -                                        | Coupe inexistante   |
| 1989-1990 | 3e (Gr. A)    | Championnat inexistant | Championnat inexistant | -                                        | Coupe inexistante   |
| 1990-1991 | 7e (Gr. A)    | Championnat inexistant | Championnat inexistant | -                                        | Coupe inexistante   |
| 1991-1992 | 1/4 de finale | Championnat inexistant | Championnat inexistant | -                                        | Coupe inexistante   |
| 1992-1993 | 12e           | -                      | Championnat inexistant | -                                        | Coupe inexistante   |
| 1993-2001 | -             | …                      | Championnat inexistant | …                                        | Coupe inexistante   |
| 2001-2002 | -             | -                      | Championnat inexistant | …                                        | non connu           |
| 2002-2003 | -             | -                      | -                      | …                                        | non connu           |
| 2003-2004 | -             | -                      | -                      | …                                        | non connu           |
| 2004-2005 | -             | -                      | -                      | …                                        | non connu           |
| 2005-2006 | -             | -                      | -                      | …                                        | non connu           |
| 2006-2007 | -             | -                      | -                      | …                                        | non connu           |
| 2007-2008 | -             | -                      | -                      | 2e (Division d'Honneur)                  | non connu           |
| 2008-2009 | -             | -                      | 8e (Gr. A)             | -                                        | non connu           |
| 2009-2010 | -             | -                      | 9e (Gr. A)             | -                                        | 1er Tour Fédéral    |
| 2010-2011 | -             | -                      | Championnat inexistant | 1er (Division d'Honneur) 1er (CIR Gr. A) | 8e de finale        |
| 2011-2012 | -             | 12e (Gr. C)            | Championnat inexistant | -                                        | 16e de finale       |
| 2012-2013 | -             | -                      | Championnat inexistant | Compétition à venir                      | Compétition à venir |